# Halityle
Halityle is een geslacht van zeesterren uit de familie Oreasteridae.

## Soort
- Halityle regularis Fisher, 1913